# Melanerpes erythrocephalus
Il picchio testarossa (Melanerpes erythrocephalus (Linnaeus, 1758)) è una specie di picchio di piccole o medio-piccole dimensioni che vive nelle zone temperate del Nord America.

## Descrizione
Gli adulti presentano la tipica livrea tricolorata: il capo, da cui la specie trae il nome, è rosso vivo, petto e penne remiganti sono bianche ed il resto del corpo è grigio scuro.